# Хавтан, Евгений Львович

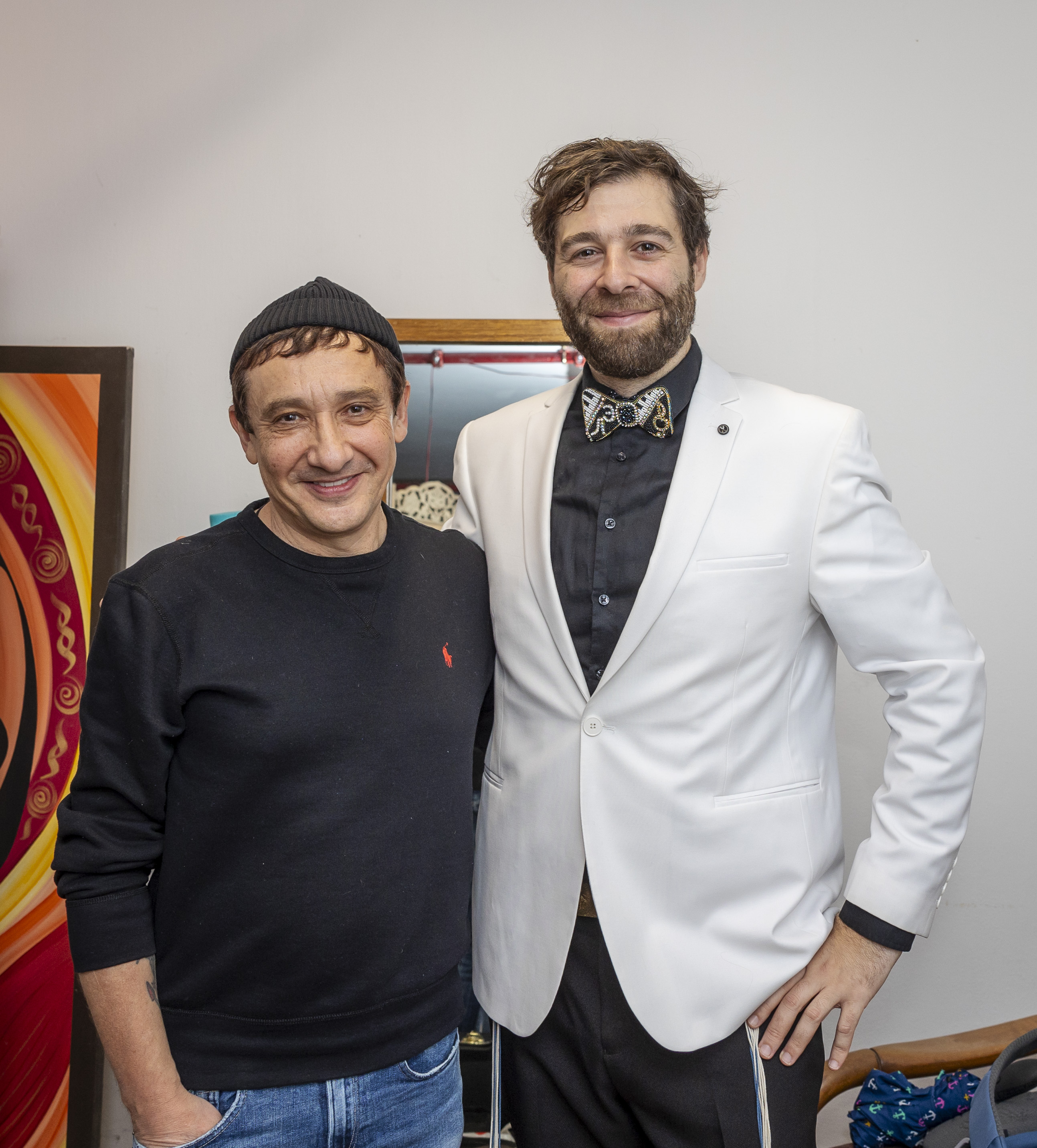
Евгений Хавтан и Лев Эльгардт. Израиль. 2024

Евге́ний Льво́вич Хавта́н (род. 16 октября 1961, Москва) — советский и российский музыкант, композитор, гитарист и вокалист. Лидер групп «Браво» и «Los Havtanos», участник групп «Редкая птица» и «Постскриптум».

## Биография
Родился 16 октября 1961 года в Москве. 
Родители — инженер Лев Наумович Хавтан (21  декабря 1931—2002) и учительница английского и немецкого языков Этя Мееровна Хавтан (урождённая Спектор; 8 августа 1937, Шаргород — 19 февраля 2018). 
Мать во время войны была с семьёй заключена в Шаргородское гетто в Транснистрии (её отец погиб на фронте), о чём написала книгу мемуаров (2004). 
Детство и юность прожил в московском районе Кузьминки, которому впоследствии посвятил песню «От Таганки до Кузьминок» (альбом «Мода»). Играть на гитаре начал в школьном возрасте, под влиянием "общей моды". 
Закончил музыкальную школу по классу классической шестиструнной гитары. Его учителем была Светлана Анатольевна Дегтева. Поклонник самой разной музыки — от «новой волны» британского рока до классических американских рок-н-роллов 1950-х годов, с начала 1980-х стал одеваться и выглядеть как стиляга. 
Окончив школу, поступил в Московский институт инженеров железнодорожного транспорта.
Начало музыкальной карьеры Хавтана началось в ВИА «Редкая птица», где также играли Сергей Галанин и Алексей Аедоницкий. 
В 1982 году Хавтан, будучи уже опытным гитаристом, принял приглашение группы Гарика Сукачёва «Постскриптум». Однако сильные различия в увлечениях, стиле и профессионализме музыкантов привели к тому, что «Постскриптум» после этого практически распался. Тогда Хавтан привёл в группу новых музыкантов и вместе с барабанщиком «Постскриптума» Павлом Кузиным создал свой коллектив, играющий смесь «новой волны» и рока 50-х—60-х годов.
Состав новой группы, ещё не имевшей названия, был укомплектован саксофонистом Александром Степаненко, басистом Андреем Конусовым и вокалисткой Ивонной Андерс (настоящее имя Жанна Агузарова). 
После одного из самых первых выступлений, прошедшего в декабре 1983 на дискотеке в комплексе «Крылатское», группа решает оставить себе название «Браво». Кстати, название группы придумала подруга Жанны Агузаровой. После одного из посещений Большого театра девушка подумала, что традиционные театральные крики «Браво» — неплохое имя для коллектива. Музыканты согласились, что её предложение лучше придуманных ими вариантов — «Твист», «Шейк» или «КВН». Официальной регистрации у новой команды не было и быть не могло, поэтому выступали они подпольно. 
18 марта 1984 года после одного из таких выступлений на тогдашней окраине Москвы в районе Бескудниково во Дворце Культуры «Мосэнерготехпром» участники были задержаны за «нелегальную предпринимательскую деятельность» (так как все доходы от билетов не декларировались). Против музыкантов было возбуждено уголовное дело, а Хавтан был отчислен из института. В процессе следствия выяснилось, что паспорт Жанны был поддельным, и после пребывания в «Матросской Тишине» Жанна была выслана из Москвы в Сибирь. Спустя несколько лет уголовное дело было закрыто «за неимением доказательств», и группа вступила в Московскую рок-лабораторию, созданную по аналогии с Ленинградским рок-клубом. Но пробыла в её составе совсем недолго, так как после победы в фестивале Рок-панорама-86 в «Центральном Доме Туриста» в номинации «Открытие фестиваля» была приглашена на профессиональную работу в Московскую областную филармонию. После череды отчислений и восстановлений Хавтан в 1987 году всё-таки окончил институт, и на следующий день после получения диплома о высшем образовании уехал с «Браво» на гастроли.
В дальнейшем «Браво» претерпело многочисленные изменения состава, Хавтан оставался единственным неизменным участником группы и автором музыки (а временами и слов) подавляющего большинства песен. После многочисленных смен вокалистов Хавтан начал петь часть песен сам, разделяя обязанности вокалиста с Робертом Ленцем.

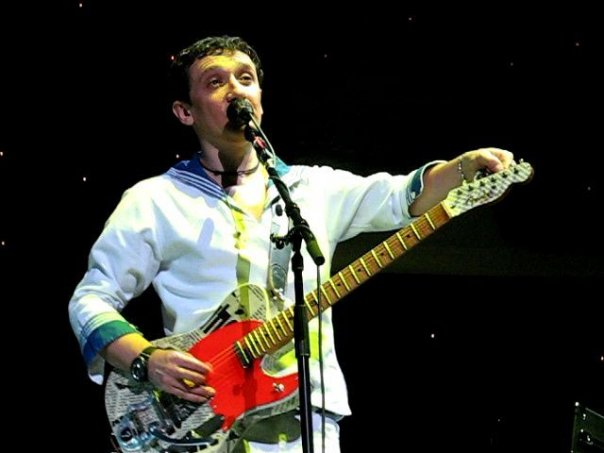
БКЗ Октябрьский, Санкт-Петербург, 2008 год

Хавтан также пробовал себя в сольном творчестве. Его песня «36,6», записанная с участниками группы «Тараканы!» и некоторыми другими музыкантами, возглавляла хит-парад «Чартова Дюжина» в 2003 году.
У Евгения Хавтана имеется целая коллекция гитар и усилителей, насчитывающая порядка 100 единиц, преимущественно это «винтажные», старые инструменты. Хавтан отдаёт предпочтение именно винтажным электрогитарам и усилителям, выпущенным до 70-х годов; его постоянные спутники — это «Fender Deluxe reverb» и гитара Jazzmaster 1966 года.
Увлекается стилями рокабилли, блюз, джаз, инди — это прослушивается в его партиях. Коллекционирует виниловые пластинки, является фанатом британского движения модов и всего, что связано с эпохой 1960—1968 годов. Любит современную инди-музыку. Неравнодушен к стилю сёрф, время от времени играет с молодыми сёрф-группами. По его словам, любит «чистый гитарный звук, или слегка подгруженный». В последние годы активно применяет для записи и концертов гитары марки «Fender Jazzmaster», «Telecaster» и «Stratocaster» Gretsch 6120. Компанией Fender выпущена именная модель «Fender E. Havtan Telecaster». Её отличие от стандартных телекастеров — наличие тремоло-системы фирмы «Бигсби» (англ. Bigsby), нэковый звукосниматель расположен гораздо ближе к грифу, на корпусе — распечатки газет со статьями о «Браво» 20-летней давности. На своём сайте Хавтан подробно рассказывает о своём гитарном оборудовании и о самих инструментах, там же ему можно задать вопрос относительно гитарной тематики.
В июле 2018 года создал проект «Los Havtanos», в котором участвует вместе с московской певицей Яной Блиндер и профессиональными кубинскими музыкантами — исполняет авторскую музыку в стиле латино.
24 февраля 2022 года опубликовал у себя на странице в соцсетях цитату Джона Леннона про то, что миру надо дать шанс. Такую же цитату, только с клипом, продублировали и на официальной странице группы. Позднее Хавтан опубликовал пост: «Моя мама, все её сестры и брат родились в маленьком украинском городе Шаргород Винницкой области. Мой дед ушёл оттуда на фронт и вместе с украинцами защищал нашу страну от фашистов. Даже в самом страшном сне я не мог представить, что это всё может снова повториться». Он осудил операцию России и призвал прекратить происходящее дипломатическим путём. Вскоре он переехал в Израиль с дочерью Полиной и женой Мариной. Хавтаны обзавелись жильём в городе Ришон-ле-Цион, расположенном вблизи Тель-Авива. После этого группа «Браво» приняла решение не задействовать Хавтана во время своих выступлений в России.

## Семья
Жена — Марина Борисовна Хавтан (род. 13.10.1960) — инженер-экономист, дочь — Полина Хавтан (род. 14 октября 1993) окончила ВГИК (факультет киноведения, журналист-кинокритик).
Сестра — Маргарита Львовна Винер (род. 19 августа 1969).

## Дискография
О дискографии группы «Браво»: См. статью «Браво»
- 1982 — ВИА «Редкая птица» — Неизданное
- 1982 — Постскриптум — Не унывай!
- 2007 — сольный проект Микки Маус и стилеты «Джаз на орбите» (Мини-альбом)
- 2020 — Los Havtanos — Иди ко мне

## Общественная позиция
На выборах мэра Москвы, проходивших в сентябре 2013 года, поддержал кандидатуру Алексея Навального.
В марте 2014 года, на фоне событий на Украине и аннексии Крыма Российской Федерацией, Хавтан следующим образом отозвался о деятелях российской культуры, подписавших письмо в поддержку внешней политики Путина: «Среди тех, кто подписался под обращением, много известных и симпатичных мне людей. У каждого была своя мотивация. Я очень надеюсь, что эта мотивация была искренняя и всё это было сделано по совести. Меня в этом списке нет. Моё отношение к политической теме: я против любого вмешательства в дела суверенного государства, против войны и насилия, против того, чтобы в мирное время погибали люди…».
В ноябре 2023 года, выложив в соцсетях флаг Израиля, провёл серию концертов в городах Израиля в поддержку ЦАХАЛ и пострадавших в террористической атаке ХАМАС на Израиль. Музыканту также не понравилось, что президент США Джо Байден раскритиковал Биньямина Нетаньяху за операцию в Газе. В декабре 2023 года вместе с рядом русскоязычных артистов принял участие в записи песни «We Stand With Israel!» в поддержку Израиля.